# David Leavitt
David Leavitt (Pittsburgh, Pensilvania, 23 de junio de 1961) es un escritor estadounidense. Finalista con su obra narrativa en certámenes como el Premio PEN/Faulkner, el National Book Critics Circle Award y del Los Angeles Times Fiction Prize colabora en publicaciones como The New Yorker, The New York Times, Harper's y Vogue. Autor de numerosas novelas y cuentos caracterizados por su temática homosexual y sus dosis críticas, tras asumir públicamente su orientación sexual se convirtió en referente de las minorías sexuales.

## Biografía
Hijo de Gloria, activista política, y Harold Leavitt, profesor de la Universidad Standford, David Leavitt nació en Pittsburgh (Pensilvania) si bien creció en Palo Alto (California) y se graduó por la Universidad de Yale en 1983. Previamente, siendo estudiante de Yale, publicó dos relatos breves en The New Yorker ("Territory" y "Out Here") que acabaron siendo incluidos en su primera colección de cuentos (Family dancing) que en 1985 fue nominado a los Premios PEN/Faulkner. El relato breve ha sido uno de los géneros literarios más desarrollados por Leavitt al comienzo de su trayectoria aunque posteriormente se centró más en la escritura de novelas.

"Todavía escribo cuentos de vez en cuando. "The David Party", uno de los más recientes, se ajusta mucho al tema del Filba de este año, que es la fiesta. Durante la última década, más o menos, me he sentido más atraído por la ficción de larga duración. No estoy completamente seguro de por qué pasa eso, pero posiblemente sea porque, en este momento de mi carrera, me siento más seguro escribiendo cuentos. En cambio, el lienzo más amplio de la novela me proporciona un desafío mayor".
David Leavitt (lanacion.com.ar, 10 de octubre de 2018) 

Posteriormente vio la luz The lost language of cranes, su primera novela, lo que le granjeó una gran popularidad. Tras ello, durante la década de 1990, se trasladó junto a su pareja durante largos periodos a Italia donde adquirió una residencia en Semproniano (Toscana) lo que no impidió que impartiera clases en la Universidad de Princeton.

"Durante la última década, más o menos, me he sentido más atraído por la ficción de larga duración. No estoy completamente seguro de por qué pasa eso, pero posiblemente sea porque, en este momento de mi carrera, me siento más seguro escribiendo cuentos. En cambio, el lienzo más amplio de la novela me proporciona un desafío mayor".
David Leavitt (lanacion.com.ar, 10 de octubre de 2018) 

En 1993 Leavitt se enfrentó a una acusación de plagio a causa de su novela While England sleeps (Mientras Inglaterra duerme) lo que motivó la retirada de la misma. La presentó Stephen Spender, quien acusó a Leavitt de copiar su propia autobiografía: Un mundo dentro del mundo, editada en España por Muchnik Editores. La obra, efectivamente muy similar a la propia vida de Spender, narraba la historia de un escritor británico que, en los años 30, tiene una relación homosexual con un obrero comunista y termina alistándose en las Brigadas Internacionales y luchando en la Guerra civil española. Leavitt acabó admitiendo que el libro de Spender, en efecto, le había servido de inspiración. Finalmente la novela volvió a las librerías y se considera una de sus mejores obras por parte de la crítica.

"Cada novela comienza en un lugar diferente. La novela en la que estoy trabajando actualmente empezó después de que encontrara un fragmento olvidado de un capítulo escrito en 2009. En ese momento no pude ir más allá con la historia. Ocho años después, de repente vi cómo podría hacerlo"
David Leavitt (lanacion.com.ar, 10 de octubre de 2018) 

Actualmente Leavitt reside en Gainesville (Florida) ejerciendo como profesor en la Universidad de Florida, donde imparte un taller literario y edita la revista literaria Subtropics.

"Mi trabajo siempre ha incluido una mezcla de ingredientes: autobiografía, episodios de la vida de personas que conozco, episodios de la historia, sueños, invenciones. En cierto punto del proceso, encuentro que ya no puedo recordar qué es lo que en el libro es "real" y qué no lo es. Cuando comencé a escribir, consideré que era mi responsabilidad representar la vida gay tal como la experimentaba. Al margen, no soy partidario de la palabra "homosexualidad", pero tampoco lo soy de palabras como "gay" o "queer". A medida que crecía, esa necesidad ha disminuido, las costumbres han cambiado y surgió la posibilidad de que un libro tuviera personajes gay cuya identidad sexual sea simplemente una de muchas facetas. La "gayness" ya no necesita ser el tema. Puede ser algo incidental o auxiliar".
David Leavitt (lanacion.com.ar, 10 de octubre de 2018) 

## Obra

### Narrativa
- 1984. Family dancing   (Baile en familia, relatos; traducción de Montserrat Serra Ramoneda)
- 1986. The lost language of cranes   (El lenguaje perdido de las grúas, novela; traducción de Juan Gabriel López Guix)
- 1989. Equal affections   (Amores iguales, novela; traducción de Juan Gabriel López Guix)
- 1990. A place I've never been   (Un lugar en el que nunca he estado, relatos; traducción de Juan Gabriel López Guix)
- 1993. While England sleeps   (Mientras Inglaterra duerme, novela; traducción de Juan Gabriel López Guix)
- 1997. Arkansas   (Arkansas, relatos; traducción de Juan Gabriel López Guix)
- 1998. The page turner   (Junto al pianista, novela; traducción de Juan Gabriel López Guix)
- 2000. Martin Bauman: or, A sure thing   (Martin Bauman, novela; traducción de Jaime Zulaika)
- 2001. The marble quilt   (El edredón de mármol, relatos; traducción de Jaime Zulaika)
- 2003. Collected stories   (Inédito en España)
- 2004. The body of Jonah Boyd   (El cuerpo de Jonah Boyd, novela; traducción de Javier Lacruz)
- 2007. The indian clerk   (El contable hindú, novela; traducción de Javier Lacruz)
- 2013. The two Hotel Francforts   (Los dos hoteles Francfort, novela; traducción de Jesús Zulaika)
- 2020. Shelter in place   (A resguardo, novela; traducción de Jesús Zulaika)

### Otras obras
- 2003. Florence, a delicate case (Florencia, viajes; traducción de Inma Gutiérrez)
- 2005. The man who knew too much: Alan Turing and the origins of the computer (Alan Turing: el hombre que sabía demasiado, biografía; traducción de Federico Corriente.)
- Coautor de varios libros con Mark Mitchell.
- Editor de la revista literaria Subtropics.

## Adaptaciones
Su novela Junto al pianista (título original: The Page Turner) fue adaptada al cine por el director catalán Ventura Pons con el título Food of Love / Manjar de amor (2002).